# Senglea Athletic Football Club
Maillots
Le Senglea Athletic Football Club est un club de football maltais basé à Senglea, fondé en 1943.
Le club évolue pendant trois saisons en première division : tout d'abord de 1975 à 1977, puis une dernière fois lors de la saison 1981-1982.

## Historique
- 1943 : fondation du club

## Palmarès
- Coupe de Malte
  - Finaliste : 1981